# Ascolepis brasiliensis
Ascolepis brasiliensis là một loài thực vật có hoa trong họ Cói. Loài này được (Kunth) Benth. ex C.B.Clarke mô tả khoa học đầu tiên năm 1894.